# Saumeray
Saumeray är en kommun i departementet Eure-et-Loir i regionen Centre-Val de Loire strax norr om centrala Frankrike. Kommunen ligger i kantonen Bonneval som tillhör arrondissementet Châteaudun. År 2022 hade Saumeray 467 invånare.

## Befolkningsutveckling
Antalet invånare i kommunen Saumeray
Referens:INSEE